# Азотфиксация
Азотфикса́ция, или азотофиксация, — фиксация молекулярного атмосферного азота, диазотрофия. Процесс восстановления молекулы азота и включения её в состав своей биомассы прокариотными микроорганизмами и водорослями с помощью нитропластов. Важнейший источник азота в биологическом круговороте. В наземных экосистемах азотфиксаторы локализуются в основном в почве.

## Биохимия
Атомы в молекуле азота связаны прочной тройной ковалентной связью, из-за чего он практически не вступает в реакции окисления-восстановления в нормальных условиях без применения катализаторов и не может использоваться растениями и животными. Микроорганизмы для восстановления азота используют целую серию ферментов (ферредоксин, гидрогеназа), важнейшим из которых является нитрогеназа. За её синтез ответственны так называемые nif-гены, широко распространённые у прокариот (в том числе архебактерий), но не встречающиеся у эукариот. Процесс азотфиксации достаточно энергоёмкий, для ассимиляции 1 молекулы азота требуется не менее 12 молекул АТФ, то есть для использования 1 мг азота анаэробным микроорганизмам требуется около 500 мг сахарозы.

### Защита от кислорода
Нитрогеназа блокируется молекулярным кислородом, поэтому азотфиксация в основном анаэробный процесс. Однако ряд аэробных бактерий выработал механизмы защиты нитрогеназы от блокирования:
- Механизм повышенного уровня дыхания. Azotobacter chroococcum при азотфиксации окисляет часть органического вещества, не запасая выделившейся энергии, а только лишь удаляя этим кислород.
- Механизм локализации азотфиксации в гетероцистах характерен для цианобактерий, способных к фотосинтезу с выделением кислорода. Для защиты нитрогеназы от кислорода они имеют особые, лишённые хлорофилла клетки — гетероцисты. Некоторые цианобактерии, не образующие гетероцисты, также способны к азотфиксации. Нитчатая цианобактерия Plectonema boryanum фиксирует азот в микроаэробных условиях (1,5% содержания кислорода в темноте и 0,5% кислорода на свету), нитчатые цианобактерии Symploca и Lyngbya majuscula, а также одноклеточные цианобактерии родов Gloeothece и Cyanothece способны к азотфиксации при отсутствии освещения.
- Механизм симбиотической защиты характерен для клубеньковых бактерий. В корнях бобовых продуцируется легоглобин, выполняющий функции защиты от избытка кислорода.

## Экологические аспекты азотфиксации
Различают три типа азотфиксации:
- Свободноживущими бактериями самых разнообразных таксономических групп.
- Ассоциативная азотфиксация бактериями, находящимися в тесной связи с растениями (в прикорневой зоне или на поверхности листьев) и использующими их (растений) выделения (корневые выделения составляют до 30 % продукции фотосинтеза) как источник органического вещества. Азотфиксаторы живут в кишечнике многих животных[источник не указан 4208 дней] (жвачные, грызуны, термиты) и человека[источник не указан 4208 дней] (род Escherichia).
- Симбиотическая. Наиболее известен симбиоз клубеньковых бактерий (сем. Rhizobiaceae) с бобовыми растениями. Обычно происходит корневое заражение, но известны растения, образующие клубеньки на стеблях и листьях.

Созданы бактериальные удобрения (например, нитрагин) для инокуляции (заражения) штаммами клубеньковых бактерий семян бобовых культур, что увеличивает их урожайность. Также для стимулирования процессов азотфиксации полезно вносить в почву небольшие «стартовые» дозы азотных удобрений, в то время как большие их дозы подавляют процесс.
В 2024 году у некоторых видов водорослей были открыты новые азотфиксирующие органеллы — нитропласты.

## История изучения
Азотфиксация обнаружена Ж. Б. Буссенго при изучении химического состава почв на опытной сельскохозяйственной станции в 1838 году.
Стоящий за ней химический процесс открыт Г. Гельригелем и Г. Вильфартом на полвека позже.
Первые диазотрофные бактерии были выделены С. Н. Виноградским в 1898 году и названы в честь Луи Пастера Clostridium pasterianum. В 1901 году Бейеринк выделил первый аэробный азотфиксатор Azotobacter chroococcum. С. П. Костычев в 1926 году на примере азотобактера и растений табака показал существование ассоциативной азотфиксации.